# Gouvernement Ayrault II
Ne doit pas être confondu avec Gouvernement Ayrault I.
Ve République
Ayrault I Valls I
Le gouvernement Ayrault II est le gouvernement de la République française du 21 juin 2012 au 31 mars 2014. C'est le trente-sixième gouvernement de la Cinquième République.
Après avoir présenté la démission de son gouvernement à la suite des élections législatives, le Premier ministre sortant Jean-Marc Ayrault est, en application de l'article 8 de la Constitution, reconduit dans ses fonctions par un décret du président de la République en date du 18 juin 2012.
Les autres membres du gouvernement sont nommés par un décret en date du 21 juin 2012. Il s'agit du deuxième gouvernement nommé par le président de la République François Hollande.
Le 31 mars 2014, en réponse à la défaite de la gauche aux élections municipales de 2014, Jean-Marc Ayrault présente la démission de son gouvernement, qui est acceptée le même jour.

## Composition
À la suite des décrets des 18 et 21 juin 2012, du 19 mars 2013 et du 2 juillet 2013, le gouvernement compte :
- 10 ministres femmes pour 10 ministres hommes ;
- 8 ministres déléguées femmes pour 9 ministres délégués hommes.

À sa nomination initiale, la parité au sein du gouvernement, promesse de campagne de François Hollande, a été respectée selon l'Observatoire de la parité entre les femmes et les hommes : si on exclut le Premier ministre, il y a en effet 19 femmes et 19 hommes parmi les ministres. Toutefois, à l'exception du ministère de la Justice, les principaux ministères régaliens sont occupés par des hommes. 
Entre le 19 mars et le 2 juillet 2013, c'est-à-dire entre la démission de Jérôme Cahuzac et le remplacement de Delphine Batho par Philippe Martin, le gouvernement compte parmi les ministres 19 femmes et 18 hommes. Après la démission de Delphine Batho, il est composé de 19 hommes et 18 femmes.
À la suite de l'affaire Cahuzac, les membres du gouvernement ont dû dévoiler leur patrimoine.

### Composition initiale

#### Premier ministre
- Jean-Marc Ayrault, Premier ministre

#### Ministres
- Laurent Fabius, ministre des Affaires étrangères
- Vincent Peillon, ministre de l'Éducation nationale
- Christiane Taubira, garde des Sceaux, ministre de la Justice
- Pierre Moscovici, ministre de l'Économie et des Finances
- Marisol Touraine, ministre des Affaires sociales et de la Santé
- Cécile Duflot, ministre de l'Égalité des territoires et du Logement
- Manuel Valls, ministre de l'Intérieur
- Nicole Bricq, ministre du Commerce extérieur
- Arnaud Montebourg, ministre du Redressement productif
- Delphine Batho, ministre de l'Écologie, du Développement durable et de l'Énergie
- Michel Sapin, ministre du Travail, de l'Emploi, de la Formation professionnelle et du Dialogue social
- Jean-Yves Le Drian, ministre de la Défense
- Aurélie Filippetti, ministre de la Culture et de la Communication
- Geneviève Fioraso, ministre de l'Enseignement supérieur et de la Recherche
- Najat Vallaud-Belkacem, Ministre des Droits des femmes, porte-parole du gouvernement
- Stéphane Le Foll, ministre de l'Agriculture, de l'Agroalimentaire et de la Forêt
- Marylise Lebranchu, ministre de la Réforme de l'État, de la Décentralisation et de la Fonction publique
- Victorin Lurel, ministre des Outre-mer
- Sylvia Pinel, ministre de l'Artisanat, du Commerce et du Tourisme
- Valérie Fourneyron, ministre des Sports, de la Jeunesse, de l'Éducation populaire et de la Vie associative

#### Ministres délégués
- Jérôme Cahuzac, ministre délégué au Budget auprès du ministre de l'Économie et des Finances
- George Pau-Langevin, ministre déléguée à la Réussite éducative auprès du ministre de l'Éducation nationale
- Alain Vidalies, ministre délégué aux Relations avec le Parlement auprès du Premier ministre
- François Lamy, ministre délégué à la Ville auprès de la ministre de l'Égalité des territoires et du Logement
- Bernard Cazeneuve, ministre délégué aux Affaires européennes auprès du ministre des Affaires étrangères
- Michèle Delaunay, ministre déléguée aux Personnes âgées et à l'Autonomie auprès de la ministre des Affaires sociales et de la Santé
- Benoît Hamon, ministre délégué à l'Économie sociale et solidaire et à la Consommation auprès du ministre de l'Économie et des Finances
- Dominique Bertinotti, ministre déléguée à la Famille auprès de la ministre des Affaires sociales et de la Santé
- Marie-Arlette Carlotti, ministre déléguée aux Personnes handicapées et à la Lutte contre l'exclusion auprès de la ministre des Affaires sociales et de la Santé
- Pascal Canfin, ministre délégué au Développement auprès du ministre des Affaires étrangères
- Thierry Repentin, ministre délégué à la Formation professionnelle et à l'Apprentissage auprès du ministre du Travail, de l'Emploi, de la Formation professionnelle et du Dialogue social
- Yamina Benguigui, ministre déléguée à la Francophonie auprès du ministre des Affaires étrangères
- Frédéric Cuvillier, ministre délégué aux Transports, à la Mer et la Pêche auprès de la ministre de l'Écologie, du Développement durable et de l'Énergie
- Fleur Pellerin, ministre déléguée aux Petites et Moyennes entreprises, à l'Innovation et à l'Économie numérique auprès du ministre du Redressement productif
- Kader Arif, ministre délégué aux Anciens combattants auprès du ministre de la Défense
- Anne-Marie Escoffier, ministre déléguée à la Décentralisation auprès de la ministre de la Réforme de l'État, de la Décentralisation et de la Fonction publique
- Guillaume Garot, ministré délégué à l'Agroalimentaire auprès du ministre de l'Agriculture, de l'Agroalimentaire et de la Forêt
- Hélène Conway-Mouret, ministre déléguée aux Français de l'étranger auprès du ministre des Affaires étrangères

### Remaniement du 19 mars 2013
Jérôme Cahuzac, ministre délégué au Budget, démissionne à la suite de l'ouverture d'une information judiciaire. Il est remplacé à ce poste par Bernard Cazeneuve. Ce dernier, jusqu'ici ministre délégué aux Affaires européennes, est lui-même remplacé par Thierry Repentin, alors ministre délégué à la Formation professionnelle. Ce dernier départ, qui n'est pas comblé par l'arrivée d'un nouveau ministre, rompt la parité au sein du gouvernement.

### Ajustement du 2 juillet 2013
Le 2 juillet 2013, François Hollande met fin aux fonctions de Delphine Batho, ministre de l'Écologie, du Développement durable et de l'Énergie, après qu'elle a donné une interview dans laquelle elle contestait les choix budgétaires du gouvernement. Elle est remplacée par Philippe Martin.

## Organisation fonctionnelle

### Organisation fonctionnelle du 21 juin 2012 au 19 mars 2013
Premier ministre
- Jean-Marc Ayrault, Premier ministre
- Alain Vidalies, ministre délégué auprès du Premier ministre, chargé des Relations avec le Parlement

Ministère des Affaires étrangères
- Laurent Fabius, ministre des Affaires étrangères
- Bernard Cazeneuve, ministre délégué auprès du ministre des Affaires étrangères, chargé des Affaires européennes
- Pascal Canfin, ministre délégué auprès du ministre des Affaires étrangères, chargé du Développement
- Yamina Benguigui, ministre déléguée auprès du ministre des Affaires étrangères, chargée de la Francophonie
- Hélène Conway-Mouret, ministre déléguée auprès du ministre des Affaires étrangères, chargée des Français de l'étranger

Ministère de l'Éducation nationale
- Vincent Peillon, ministre de l'Éducation nationale
- George Pau-Langevin, ministre déléguée auprès du ministre de l'Éducation nationale, chargée de la Réussite éducative

Ministère de la Justice
- Christiane Taubira, garde des Sceaux, ministre de la Justice

Ministère de l'Économie et des Finances
- Pierre Moscovici, ministre de l'Économie et des Finances
- Jérôme Cahuzac, ministre délégué auprès du ministre de l'Économie et des Finances, chargé du Budget
- Benoît Hamon, ministre délégué auprès du ministre de l'Économie et des Finances, chargé de l'Économie sociale et solidaire et de la Consommation

Ministère des Affaires sociales et de la Santé
- Marisol Touraine, ministre des Affaires sociales et de la Santé
- Michèle Delaunay, ministre déléguée auprès de la ministre des Affaires sociales et de la Santé, chargée des Personnes âgées et de l'Autonomie
- Dominique Bertinotti, ministre déléguée auprès de la ministre des Affaires sociales et de la Santé, chargée de la Famille
- Marie-Arlette Carlotti, ministre déléguée auprès de la ministre des Affaires sociales et de la Santé, chargée des Personnes handicapées et de la Lutte contre l'exclusion

Ministère de l'Égalité des territoires et du Logement
- Cécile Duflot, ministre de l'Égalité des territoires et du Logement
- François Lamy, ministre délégué auprès de la ministre de l'Égalité des territoires et du Logement, chargé de la Ville

Ministère de l'Intérieur
- Manuel Valls, ministre de l'Intérieur

Ministère du Commerce extérieur
- Nicole Bricq, ministre du Commerce extérieur

Ministère du Redressement productif
- Arnaud Montebourg, ministre du Redressement productif
- Fleur Pellerin, ministre déléguée auprès du ministre du Redressement productif, chargée des Petites et Moyennes Entreprises, de l'Innovation et de l'Économie numérique

Ministère de l'Écologie, du Développement durable et de l'Énergie
- Delphine Batho, ministre de l'Écologie, du Développement durable et de l'Énergie
- Frédéric Cuvillier, ministre délégué auprès de la ministre de l'Écologie, du Développement durable et de l'Énergie, chargé des Transports, de la Mer et de la Pêche

Ministère du Travail, de l'Emploi, de la Formation professionnelle et du Dialogue social
- Michel Sapin, ministre du Travail, de l'Emploi, de la Formation professionnelle et du Dialogue social
- Thierry Repentin, ministre délégué auprès du ministre du Travail, de l'Emploi, de la Formation professionnelle et du Dialogue social, chargé de la Formation professionnelle et de l'Apprentissage

Ministère de la Défense
- Jean-Yves Le Drian, ministre de la Défense
- Kader Arif, ministre délégué auprès du ministre de la Défense, chargé des Anciens combattants

Ministère de la Culture et de la Communication
- Aurélie Filippetti, ministre de la Culture et de la Communication

Ministère de l'Enseignement supérieur et de la Recherche
- Geneviève Fioraso, ministre de l'Enseignement supérieur et de la Recherche

Ministère des Droits des femmes
- Najat Vallaud-Belkacem, ministre des Droits des femmes, porte-parole du Gouvernement

Ministère de l'Agriculture, de l'Agroalimentaire et de la Forêt
- Stéphane Le Foll, ministre de l'Agriculture, de l'Agroalimentaire et de la Forêt
- Guillaume Garot, ministre délégué auprès du ministre de l'Agriculture, de l'Agroalimentaire et de la Forêt, chargé de l'Agroalimentaire

Ministère de la Réforme de l'État, de la Décentralisation et de la Fonction publique
- Marylise Lebranchu, ministre de la Réforme de l'État, de la Décentralisation et de la Fonction publique
- Anne-Marie Escoffier, ministre déléguée auprès de la ministre de la Réforme de l'État, de la Décentralisation et de la Fonction publique, chargée de la Décentralisation

Ministère des Outre-mer
- Victorin Lurel, ministre des Outre-mer

Ministère de l'Artisanat, du Commerce et du Tourisme
- Sylvia Pinel, ministre de l'Artisanat, du Commerce et du Tourisme

Ministère des Sports, de la Jeunesse, de l'Éducation populaire et de la Vie associative
- Valérie Fourneyron, ministre des Sports, de la Jeunesse, de l'Éducation populaire et de la Vie associative

### Organisation fonctionnelle du 19 mars au 2 juillet 2013
Premier ministre
- Jean-Marc Ayrault, Premier ministre
- Alain Vidalies, ministre délégué auprès du Premier ministre, chargé des Relations avec le Parlement

Ministère des Affaires étrangères
- Laurent Fabius, ministre des Affaires étrangères
- Thierry Repentin, ministre délégué auprès du ministre des Affaires étrangères, chargé des Affaires européennes
- Pascal Canfin, ministre délégué auprès du ministre des Affaires étrangères, chargé du Développement
- Yamina Benguigui, ministre déléguée auprès du ministre des Affaires étrangères, chargée de la Francophonie
- Hélène Conway-Mouret, ministre déléguée auprès du ministre des Affaires étrangères, chargée des Français de l'étranger

Ministère de l'Éducation nationale
- Vincent Peillon, ministre de l'Éducation nationale
- George Pau-Langevin, ministre déléguée auprès du ministre de l'Éducation nationale, chargée de la Réussite éducative

Ministère de la Justice
- Christiane Taubira, garde des Sceaux, ministre de la Justice

Ministère de l'Économie et des Finances
- Pierre Moscovici, ministre de l'Économie et des Finances
- Bernard Cazeneuve, ministre délégué auprès du ministre de l'Économie et des Finances, chargé du Budget
- Benoît Hamon, ministre délégué auprès du ministre de l'Économie et des Finances, chargé de l'Économie sociale et solidaire et de la Consommation

Ministère des Affaires sociales et de la Santé
- Marisol Touraine, ministre des Affaires sociales et de la Santé
- Michèle Delaunay, ministre déléguée auprès de la ministre des Affaires sociales et de la Santé, chargée des Personnes âgées et de l'Autonomie
- Dominique Bertinotti, ministre déléguée auprès de la ministre des Affaires sociales et de la Santé, chargée de la Famille
- Marie-Arlette Carlotti, ministre déléguée auprès de la ministre des Affaires sociales et de la Santé, chargée des Personnes handicapées et de la Lutte contre l'exclusion

Ministère de l'Égalité des territoires et du Logement
- Cécile Duflot, ministre de l'Égalité des territoires et du Logement
- François Lamy, ministre délégué auprès de la ministre de l'Égalité des territoires et du Logement, chargé de la Ville

Ministère de l'Intérieur
- Manuel Valls, ministre de l'Intérieur

Ministère du Commerce extérieur
- Nicole Bricq, ministre du Commerce extérieur

Ministère du Redressement productif
- Arnaud Montebourg, ministre du Redressement productif
- Fleur Pellerin, ministre déléguée auprès du ministre du Redressement productif, chargée des Petites et Moyennes Entreprises, de l'Innovation et de l'Économie numérique

Ministère de l'Écologie, du Développement durable et de l'Énergie
- Delphine Batho, ministre de l'Écologie, du Développement durable et de l'Énergie
- Frédéric Cuvillier, ministre délégué auprès de la ministre de l'Écologie, du Développement durable et de l'Énergie, chargé des Transports, de la Mer et de la Pêche

Ministère du Travail, de l'Emploi, de la Formation professionnelle et du Dialogue social
- Michel Sapin, ministre du Travail, de l'Emploi, de la Formation professionnelle et du Dialogue social

Ministère de la Défense
- Jean-Yves Le Drian, ministre de la Défense
- Kader Arif, ministre délégué auprès du ministre de la Défense, chargé des Anciens combattants

Ministère de la Culture et de la Communication
- Aurélie Filippetti, ministre de la Culture et de la Communication

Ministère de l'Enseignement supérieur et de la Recherche
- Geneviève Fioraso, ministre de l'Enseignement supérieur et de la Recherche

Ministère des Droits des femmes
- Najat Vallaud-Belkacem, ministre des Droits des femmes, porte-parole du Gouvernement

Ministère de l'Agriculture, de l'Agroalimentaire et de la Forêt
- Stéphane Le Foll, ministre de l'Agriculture, de l'Agroalimentaire et de la Forêt
- Guillaume Garot, ministre délégué auprès du ministre de l'Agriculture, de l'Agroalimentaire et de la Forêt, chargé de l'Agroalimentaire

Ministère de la Réforme de l'État, de la Décentralisation et de la Fonction publique
- Marylise Lebranchu, ministre de la Réforme de l'État, de la Décentralisation et de la Fonction publique
- Anne-Marie Escoffier, ministre déléguée auprès de la ministre de la Réforme de l'État, de la Décentralisation et de la Fonction publique, chargée de la Décentralisation

Ministère des Outre-mer
- Victorin Lurel, ministre des Outre-mer

Ministère de l'Artisanat, du Commerce et du Tourisme
- Sylvia Pinel, ministre de l'Artisanat, du Commerce et du Tourisme

Ministère des Sports, de la Jeunesse, de l'Éducation populaire et de la Vie associative
- Valérie Fourneyron, ministre des Sports, de la Jeunesse, de l'Éducation populaire et de la Vie associative

### Organisation fonctionnelle du 2 juillet 2013 au 31 mars 2014 (Affaires courantes du 31 mars au 2 avril 2014)
Premier ministre
- Jean-Marc Ayrault, Premier ministre
- Alain Vidalies, ministre délégué auprès du Premier ministre, chargé des Relations avec le Parlement

Ministère des Affaires étrangères
- Laurent Fabius, ministre des Affaires étrangères
- Thierry Repentin, ministre délégué auprès du ministre des Affaires étrangères, chargé des Affaires européennes
- Pascal Canfin, ministre délégué auprès du ministre des Affaires étrangères, chargé du Développement
- Yamina Benguigui, ministre déléguée auprès du ministre des Affaires étrangères, chargée de la Francophonie
- Hélène Conway-Mouret, ministre déléguée auprès du ministre des Affaires étrangères, chargée des Français de l'étranger

Ministère de l'Éducation nationale
- Vincent Peillon, ministre de l'Éducation nationale
- George Pau-Langevin, ministre déléguée auprès du ministre de l'Éducation nationale, chargée de la Réussite éducative

Ministère de la Justice
- Christiane Taubira, garde des Sceaux, ministre de la Justice

Ministère de l'Économie et des Finances
- Pierre Moscovici, ministre de l'Économie et des Finances
- Bernard Cazeneuve, ministre délégué auprès du ministre de l'Économie et des Finances, chargé du Budget
- Benoît Hamon, ministre délégué auprès du ministre de l'Économie et des Finances, chargé de l'Économie sociale et solidaire et de la Consommation

Ministère des Affaires sociales et de la Santé
- Marisol Touraine, ministre des Affaires sociales et de la Santé
- Michèle Delaunay, ministre déléguée auprès de la ministre des Affaires sociales et de la Santé, chargée des Personnes âgées et de l'Autonomie
- Dominique Bertinotti, ministre déléguée auprès de la ministre des Affaires sociales et de la Santé, chargée de la Famille
- Marie-Arlette Carlotti, ministre déléguée auprès de la ministre des Affaires sociales et de la Santé, chargée des Personnes handicapées et de la Lutte contre l'exclusion

Ministère de l'Égalité des territoires et du Logement
- Cécile Duflot, ministre de l'Égalité des territoires et du Logement
- François Lamy, ministre délégué auprès de la ministre de l'Égalité des territoires et du Logement, chargé de la Ville

Ministère de l'Intérieur
- Manuel Valls, ministre de l'Intérieur

Ministère du Commerce extérieur
- Nicole Bricq, ministre du Commerce extérieur

Ministère du Redressement productif
- Arnaud Montebourg, ministre du Redressement productif
- Fleur Pellerin, ministre déléguée auprès du ministre du Redressement productif, chargée des Petites et Moyennes Entreprises, de l'Innovation et de l'Économie numérique

Ministère de l'Écologie, du Développement durable et de l'Énergie
- Philippe Martin, ministre de l'Écologie, du Développement durable et de l'Énergie
- Frédéric Cuvillier, ministre délégué auprès du ministre de l'Écologie, du Développement durable et de l'Énergie, chargé des Transports, de la Mer et de la Pêche

Ministère du Travail, de l'Emploi, de la Formation professionnelle et du Dialogue social
- Michel Sapin, ministre du Travail, de l'Emploi, de la Formation professionnelle et du Dialogue social

Ministère de la Défense
- Jean-Yves Le Drian, ministre de la Défense
- Kader Arif, ministre délégué auprès du ministre de la Défense, chargé des Anciens combattants

Ministère de la Culture et de la Communication
- Aurélie Filippetti, ministre de la Culture et de la Communication

Ministère de l'Enseignement supérieur et de la Recherche
- Geneviève Fioraso, ministre de l'Enseignement supérieur et de la Recherche

Ministère des Droits des femmes
- Najat Vallaud-Belkacem, ministre des Droits des femmes, porte-parole du Gouvernement

Ministère de l'Agriculture, de l'Agroalimentaire et de la Forêt
- Stéphane Le Foll, ministre de l'Agriculture, de l'Agroalimentaire et de la Forêt
- Guillaume Garot, ministre délégué auprès du ministre de l'Agriculture, de l'Agroalimentaire et de la Forêt, chargé de l'Agroalimentaire

Ministère de la Réforme de l'État, de la Décentralisation et de la Fonction publique
- Marylise Lebranchu, ministre de la Réforme de l'État, de la Décentralisation et de la Fonction publique
- Anne-Marie Escoffier, ministre déléguée auprès de la ministre de la Réforme de l'État, de la Décentralisation et de la Fonction publique, chargée de la Décentralisation

Ministère des Outre-mer
- Victorin Lurel, ministre des Outre-mer

Ministère de l'Artisanat, du Commerce et du Tourisme
- Sylvia Pinel, ministre de l'Artisanat, du Commerce et du Tourisme

Ministère des Sports, de la Jeunesse, de l'Éducation populaire et de la Vie associative
- Valérie Fourneyron, ministre des Sports, de la Jeunesse, de l'Éducation populaire et de la Vie associative

## Galerie

### Premier ministre
| Portrait                                 | Fonction         |  | Nom               | Parti |
| ---------------------------------------- | ---------------- |  | ----------------- | ----- |
| Jean-Marc Ayrault avec François Hollande | Premier ministre |  | Jean-Marc Ayrault | PS    |

### Ministres
| Portrait | Fonction                                                                                |  | Nom                    | Parti   |
| -------- | --------------------------------------------------------------------------------------- |  | ---------------------- | ------- |
|          | Ministre des Affaires étrangères                                                        |  | Laurent Fabius         | PS      |
|          | Ministre de l'Éducation nationale                                                       |  | Vincent Peillon        | PS      |
|          | Garde des Sceaux, ministre de la Justice                                                |  | Christiane Taubira     | Walwari |
|          | Ministre de l'Économie et des Finances                                                  |  | Pierre Moscovici       | PS      |
|          | Ministre des Affaires sociales et de la Santé                                           |  | Marisol Touraine       | PS      |
|          | Ministre de l'Égalité des territoires et du Logement                                    |  | Cécile Duflot          | EÉLV    |
|          | Ministre de l'Intérieur                                                                 |  | Manuel Valls           | PS      |
|          | Ministre du Commerce extérieur                                                          |  | Nicole Bricq           | PS      |
|          | Ministre du Redressement productif                                                      |  | Arnaud Montebourg      | PS      |
|          | Ministre de l'Écologie, du Développement durable et de l'Énergie                        |  | Philippe Martin        | PS      |
|          | Ministre du Travail, de l'Emploi, de la Formation professionnelle et du Dialogue social |  | Michel Sapin           | PS      |
|          | Ministre de la Défense                                                                  |  | Jean-Yves Le Drian     | PS      |
|          | Ministre de la Culture et de la Communication                                           |  | Aurélie Filippetti     | PS      |
|          | Ministre de l'Enseignement supérieur et de la Recherche                                 |  | Geneviève Fioraso      | PS      |
|          | Ministre des Droits des femmes, porte-parole du gouvernement                            |  | Najat Vallaud-Belkacem | PS      |
|          | Ministre de l'Agriculture, de l'Agroalimentaire et de la Forêt                          |  | Stéphane Le Foll       | PS      |
|          | Ministre de la Réforme de l'État, de la Décentralisation et de la Fonction publique     |  | Marylise Lebranchu     | PS      |
|          | Ministre des Outre-mer                                                                  |  | Victorin Lurel         | PS      |
|          | Ministre de l'Artisanat, du Commerce et du Tourisme                                     |  | Sylvia Pinel           | PRG     |
|          | Ministre des Sports, de la Jeunesse, de l'Éducation populaire et de la Vie associative  |  | Valérie Fourneyron     | PS      |

### Ministres délégués
| Portrait         | Fonction                                                                                        | Ministre de rattachement                                                            |  | Nom                    | Parti |
| ---------------- | ----------------------------------------------------------------------------------------------- | ----------------------------------------------------------------------------------- |  | ---------------------- | ----- |
|                  | Ministre délégué au Budget                                                                      | Ministre de l'Économie et des Finances                                              |  | Bernard Cazeneuve      | PS    |
| Thierry Repentin | Ministre délégué aux Affaires européennes                                                       | Ministre des Affaires étrangères                                                    |  | Thierry Repentin       | PS    |
|                  | Ministre déléguée à la Réussite éducative                                                       | Ministre de l'Éducation nationale                                                   |  | George Pau-Langevin    | PS    |
|                  | Ministre délégué aux Relations avec le Parlement                                                | Premier ministre                                                                    |  | Alain Vidalies         | PS    |
|                  | Ministre délégué à la Ville                                                                     | Ministre de l'Égalité des territoires et du Logement                                |  | François Lamy          | PS    |
|                  | Ministre déléguée aux Personnes âgées et à l'Autonomie                                          | Ministre des Affaires sociales et de la Santé                                       |  | Michèle Delaunay       | PS    |
|                  | Ministre délégué à l'Économie sociale et solidaire et à la Consommation                         | Ministre de l'Économie et des Finances                                              |  | Benoît Hamon           | PS    |
|                  | Ministre déléguée à la Famille                                                                  | Ministre des Affaires sociales et de la Santé                                       |  | Dominique Bertinotti   | PS    |
|                  | Ministre déléguée aux Personnes handicapées et à la Lutte contre l'exclusion                    | Ministre des Affaires sociales et de la Santé                                       |  | Marie-Arlette Carlotti | PS    |
|                  | Ministre délégué au Développement                                                               | Ministre des Affaires étrangères                                                    |  | Pascal Canfin          | EÉLV  |
|                  | Ministre déléguée à la Francophonie                                                             | Ministre des Affaires étrangères                                                    |  | Yamina Benguigui       | DVG   |
|                  | Ministre déléguée aux Français de l'étranger                                                    | Ministre des Affaires étrangères                                                    |  | Hélène Conway-Mouret   | PS    |
|                  | Ministre délégué aux Transports, à la Mer et la Pêche                                           | Ministre de l'Écologie, du Développement durable et de l'Énergie                    |  | Frédéric Cuvillier     | PS    |
|                  | Ministre déléguée aux Petites et Moyennes entreprises, à l'Innovation et à l'Économie numérique | Ministre du Redressement productif                                                  |  | Fleur Pellerin         | PS    |
|                  | Ministre délégué aux Anciens combattants                                                        | Ministre de la Défense                                                              |  | Kader Arif             | PS    |
|                  | Ministre déléguée à la Décentralisation                                                         | Ministre de la Réforme de l'État, de la Décentralisation et de la Fonction publique |  | Anne-Marie Escoffier   | PRG   |
|                  | Ministre délégué à l'Agroalimentaire                                                            | Ministre de l'Agriculture, de l'Agroalimentaire et de la Forêt                      |  | Guillaume Garot        | PS    |

### Composition politique
Le gouvernement Jean-Marc Ayrault II est composé principalement de personnalités venant du PS :
| Parti                       | Parti                       | Premier ministre | Ministres | Ministres délégués | Total |
| --------------------------- | --------------------------- | ---------------- | --------- | ------------------ | ----- |
| Répartition le 21 juin 2012 | Répartition le 21 juin 2012 | 1                | 20        | 18                 | 39    |
|                             | Parti socialiste            | 1                | 17        | 15                 | 33    |
|                             | Europe Écologie Les Verts   |                  | 1         | 1                  | 2     |
|                             | Parti radical de gauche     | 1                | 1         | 2                  |       |
|                             | Walwari                     | 1                |           | 1                  |       |
|                             | Divers gauche               |                  | 1         | 1                  |       |
|                             |                             |                  |           |                    |       |
| Répartition le 31 mars 2014 | Répartition le 31 mars 2014 | 1                | 20        | 17                 | 38    |
|                             | Parti socialiste            | 1                | 17        | 14                 | 32    |
|                             | Europe Écologie Les Verts   |                  | 1         | 1                  | 2     |
|                             | Parti radical de gauche     | 1                | 1         | 2                  |       |
|                             | Walwari                     | 1                |           | 1                  |       |
|                             | Divers gauche               |                  | 1         | 1                  |       |

### Provenance politique des ministres
Parmi les ministres :
- 25 sont issus de l'Assemblée nationale (Jean-Marc Ayrault, Laurent Fabius, Pierre Moscovici, Marisol Touraine, Cécile Duflot, Manuel Valls, Philippe Martin, Aurélie Filipetti, Geneviève Fioraso, Stéphane Le Foll, Marylise Lebranchu, Victorin Lurel, Sylvia Pinel, Valérie Fourneyron, George Pau-Langevin, Alain Vidalies, François Lamy, Bernard Cazeneuve, Michèle Delaunay, Benoit Hamon, Marie-Arlette Carlotti, Frédéric Cuvillier, Kader Arif, Guillaume Garot, Michel Sapin, celui-ci étant alors député titulaire et devenant député suppléant).
- 5 ne sont pas députés avant les élections législatives mais sont lors de celles-ci (Marie-Arlette Carlotti, Cécile Duflot, Stéphane Le Foll, Benoit Hamon, Kader Arif).
- 4 détiennent un portefeuille ministériel dans un gouvernement précédent, celui de Lionel Jospin (Laurent Fabius, Marylise Lebranchu, Pierre Moscovici, Michel Sapin).
- 4 sont issus du Sénat (Nicole Bricq, Thierry Repentin, Anne-Marie Escoffier, Hélène Conway-Mouret).
- 2 sont issus du Parlement européen (Vincent Peillon et Pascal Canfin).
- 7 sont issus de mandats locaux (Christiane Taubira, Arnaud Montebourg, Michel Sapin, Jean-Yves Le Drian, Najat Vallaud-Belkacem, Dominique Bertinotti, Yamina Benguigui).
- 1 ne détenait aucun mandat politique avant d'être nommée (Fleur Pellerin).
- 2 étaient députés lors du premier gouvernement de Jean-Marc Ayrault mais ne se sont pas représentés aux élections législatives de juin (Christiane Taubira, Arnaud Montebourg).
- 1 était député de plein exercice et est devenu député suppléant : Michel Sapin (suppléant de Jean-Paul Chanteguet).
- 2 étaient présidents de région (Jean-Yves Le Drian et Victorin Lurel).
- 2 étaient présidents de département (Marisol Touraine et Arnaud Montebourg).
- 9 étaient maires (Jean-Marc Ayrault, Manuel Valls, Michel Sapin, Valérie Fourneyron, François Lamy, Bernard Cazeneuve, Dominique Bertinotti, Frédéric Cuvillier et Guillaume Garot).
- 4 étaient adjoints au maire (Laurent Fabius, Geneviève Fioraso, Najat Vallaud-Belkacem, Thierry Repentin).
- 9 étaient présidents d'EPCI (Jean-Marc Ayrault, Laurent Fabius, Pierre Moscovici, Manuel Valls, Michel Sapin, François Lamy, Bernard Cazeneuve, Frédéric Cuvillier et Guillaume Garot).
- 5 étaient vice-présidents d'EPCI (Geneviève Fioraso, Stéphane Le Foll, Valérie Fourneyron, Thierry Repentin, Kader Arif).

### Composition par âge
Au moment de sa nomination, la moyenne d'âge du gouvernement Jean-Marc Ayrault II est de 53 ans :
- la ministre la plus jeune est Najat Vallaud-Belkacem, 34 ans, benjamine à quelques jours près de Sylvia Pinel ;
- la ministre la plus âgée est Anne-Marie Escoffier, 69 ans.

À cette même date, la répartition par tranche d'âge est la suivante : 
- 7 ministres ou ministres délégués ont moins de 40 ans.
- 7 ministres ou ministres délégués ont entre 40 et 50 ans.
- 11 ministres ou ministres délégués ont entre 50 et 60 ans.
- 13 ministres ou ministres délégués ont plus de 60 ans.

## Comparaison avec le précédent gouvernement
Portefeuilles divisés :
- le ministère de l'Économie, des Finances et du Commerce extérieur (Pierre Moscovici) est scindé en deux : un ministère de l'Économie et des Finances (Pierre Moscovici) et un ministère du Commerce extérieur (Nicole Bricq, précédemment ministre de l'Écologie, du Développement durable et de l'Énergie) ;
- la délégation de ministère aux Français de l'étranger et à la Francophonie (Yamina Benguigui) est scindée en deux : une délégation de ministère à la Francophonie (Yamina Benguigui) et une aux Français de l'étranger (Hélène Conway-Mouret).

Portefeuilles enrichis ou reformulés :
- le ministère de l'Agriculture et de l'Agroalimentaire est désormais ministre de l'Agriculture, de l'Agroalimentaire et de la Forêt ;
- le ministre délégué à l'Économie sociale et solidaire est désormais aussi chargé de la Consommation ;
- la ministre déléguée aux Personnes handicapées est désormais aussi chargée de la Lutte contre l'exclusion ;
- la délégation de ministère aux Transports et à l'Économie maritime s'appelle désormais délégation de ministère aux Transports, à la Mer et la Pêche ;
- la délégation de ministère aux Personnes âgées et à la Dépendance s'appelle maintenant délégation de ministère aux Personnes âgées et à l'Autonomie.

Changement de statut :
- la délégation de ministère à l'Artisanat, au Commerce et au Tourisme, précédemment rattachée au ministère du Redressement productif, est désormais un ministère à part entière

Délégations de ministères créées :
- la Décentralisation ;
- l'Agroalimentaire

Délégation de ministère supprimée :
- il n'y a plus de ministre déléguée auprès de la ministre de la Justice, garde des Sceaux.

Changement de ministre, à portefeuille identique :
- le ministère de l'Écologie, du Développement durable et de l'Énergie, précédemment confié à Nicole Bricq, est désormais à la charge de Delphine Batho

En termes d'effectifs, avec deux portefeuilles de ministres scindés, trois délégations créées et une supprimée, cela fait quatre ministres ou ministres délégués supplémentaires par rapport au premier gouvernement de Jean-Marc Ayrault.

## Déclaration de politique générale
Le 3 juillet 2012, le Premier ministre obtient la confiance de l'Assemblée nationale par 302 voix pour, 225 contre et 17 abstentions.
| Position   | Groupe | Groupe | Groupe | Groupe | Groupe | Groupe | Non-inscrits | Total |
| Position   | GDR    | SRC    | ECOLO  | RRDP   | UDI    | UMP    | Non-inscrits | Total |
| ---------- | ------ | ------ | ------ | ------ | ------ | ------ | ------------ | ----- |
| Position   |        |        |        |        |        |        | Non-inscrits | Total |
| POUR       | 3      | 267    | 17     | 14     | 0      | 0      | 1            | 302   |
| CONTRE     | 0      | 0      | 0      | 0      | 25     | 194    | 6            | 225   |
| ABSTENTION | 12     | 0      | 0      | 0      | 4      | 0      | 1            | 17    |
| NON-VOTANT | 0      | 27     | 1      | 1      | 0      | 2      | 2            | 33    |

## Motion de censure
Le 20 mars 2013, la motion de censure déposée par le groupe de l'Union pour la majorité présidentielle est rejetée avec 228 voix pour contre 287 requises.
| Position | Groupe | Groupe | Groupe | Groupe | Groupe | Groupe | Non-inscrits | Total |
| Position | GDR    | SRC    | ECOLO  | RRDP   | UDI    | UMP    | Non-inscrits | Total |
| -------- | ------ | ------ | ------ | ------ | ------ | ------ | ------------ | ----- |
| Position |        |        |        |        |        |        | Non-inscrits | Total |
| POUR     | 0      | 0      | 0      | 0      | 27     | 195    | 6            | 228   |

## Mesures prises par le gouvernement

### Agenda économique
1. Augmentation du SMIC de 2 %
2. Augmentation de l'allocation de rentrée scolaire de 25 %
3. Hausse du revenu de solidarité active (RSA) de 10 % en 5 ans
4. Blocage des prix de l'essence sur les 3 premiers mois du quinquennat
5. Encadrement des loyers
6. Extension des tarifs sociaux pour l'eau, le gaz et l'électricité
7. Relèvement du plafond du livret A de 25 % à 19 125 euros et doublement du plafond du livret de développement durable (LDD) à 12 000 euros); baisse du taux de rémunération du livret A qui passe de 1,5 à 1,25 %
8. Création des contrats de génération : l'embauche d'un sénior de plus de 55 ans en CDI et d'un jeune de moins de 26 ans en CDI sera compensé par une aide financière en faveur des entreprises
9. Loi sur la création de 150 000 emplois d'avenir entre 2012 et 2014 pour les jeunes de 16 à 25 ans peu ou pas qualifiés essentiellement dans les associations, les collectivités territoriales et l'économie sociale et solidaire vivant dans des zones urbaines ou rurales défavorisées, ou en outremer, ainsi qu'à des personnes handicapés peu qualifiés de moins de 30 ans, en difficulté. Ces emplois d'avenir sont majoritairement subventionnés par l’État et reprennent en grande partie l'idée des emplois jeunes du gouvernement Jospin.
10. Organisation d'une grande conférence économique et sociale à l'été 2012 sur les priorités du quinquennat.

### Agenda fiscal
1. Hausse de l'impôt sur la fortune
2. Augmentation de la tranche supérieure de l'impôt sur le revenu (IR) de 41 à 45 %
3. Taxation supplémentaire des logements vacants
4. Alourdissement des droits de succession
5. Création d'une taxe à 75 % pour les sociétés qui versent des rémunérations supérieures à 1 million d'euros
6. Augmentation du taux de droit commun de la TVA de 19,6 à 20 %
7. Augmentation du taux intermédiaire de 7% à 10 %
8. Création d'un crédit d'impôt pour la compétitivité et l'emploi (CICE)
9. Annulation de la défiscalisation des heures supplémentaires pour toutes les entreprises, et restriction de l'exonération des cotisations sociales patronales aux entreprises de moins de vingt salariés seulement.
10. Enveloppe d'aide de 50 milliards d'euros pour les entreprises afin de leur permettre d'embaucher
11. Taxe supplémentaire de 3 % sur les dividendes, contribution additionnelle à l’impôt sur les sociétés[14],[15].

Fin novembre 2013, Jean-Marc Ayrault annonce le lancement de négociations en vue d'une refonte de la fiscalité, afin d'établir des « règles plus justes, plus efficaces et plus lisibles ».

### Agenda environnemental
1. Réduction de la part du nucléaire dans la production de l'énergie en France (prévu à 75% d'ici 2025).
2. Maintien du rejet de tous les permis d'exploration et d'exploitation du gaz de schiste par la technique de fracturation hydraulique, et ce durant tout le quinquennat.

### Agenda éducation et recherche
1. Recrutement de 60 000 postes supplémentaires sur cinq ans à l'Éducation nationale
2. Rétablissement de l'année de stage dans la formation des nouveaux professeurs
3. Mise en place de cours de morale de l'école primaire au lycée
4. Réforme des rythmes scolaires: baisse des heures de classe la journée en échange d'une diminution des vacances scolaires
5. Annulation de la prise en charge intégrale des frais de scolarité (PEC) pour les Français de l'étranger.
6. Limitation du nombre de redoublements
7. Loi sur l'adaptation et la sécurisation des parcours professionnels
8. ABCD de l'Égalité (finalement abandonné à la suite de nombreuses et fortes protestations)

### Agenda santé
1. Suppression du droit d'entrée de 30 euros dans le dispositif de l'aide médicale d’État (AME).
2. Plafonnement des dépassements d'honoraires dans le domaine de la santé (Avenant n°8 à la convention médicale)

### Agenda social
1. Abaissement de l'âge légal de départ à la retraite de 62 à 60 ans pour ceux qui ont commencé à travailler tôt
2. Construction de logements sociaux
3. Loi sur la Mobilisation du foncier public en faveur du logement et renforcement de la loi SRU: augmentation du taux de logements sociaux obligatoire à 25 % dans les communes de plus de 3 500 habitants (et 1 500 en Île-de-France), 10 % dans les communes entre 1 500 et 3 500 faisant partie d'une agglomération de 50 000 habitants, multiplication par 5 des pénalités pour les communes qui ne respecteront pas cette obligation, réduction à 12 mois contre 18 auparavant du délai au terme duquel un logement est déclaré vacant et donc susceptible d’être réquisitionné et suppression de la possibilité de se soustraire à une réquisition en présentant un devis de travaux d’aménagement du logement.
4. Annulation ou remise en cause de plusieurs grands projets d'infrastructures : liaison Seine-Escaut, autoroutes (Autoroute A355), lignes de TGV, Grand Paris Express.
5. Loi du 6 août 2012 sur le harcèlement sexuel comblant ainsi un vide juridique depuis que le conseil constitutionnel avait censuré le 4 mai 2012 un article de la loi sur le harcèlement sexuel, le jugeant contraire à la constitution.
6. Loi du 24 mars 2014 pour l'accès au logement et un urbanisme rénové
7. Proposition de nationaliser ou racheter les entreprises susceptibles d'être abandonnées ou fermées (ex. : cas d'Arcelor Mittal à Florange en 2013. Finalement le projet de nationalisation temporaire évoqué par le ministre du Redressement productif pour sauver les emplois est rejeté par le Premier ministre en décembre 2013).

### Agenda famille
1. Légalisation du mariage et de l'adoption pour les couples de même sexe (loi no 2013-404 du 17 mai 2013)
2. Création de 100 000 nouvelles places de crèche
3. Diminution du plafond du quotient familial pour le calcul de l'impôt sur le revenu (IR)
4. Suppression des réductions d'impôts pour frais de scolarité au collège et au lycée
5. Augmentation de 25 % de l'allocation de soutien familial (ASF)
6. Augmentation de 50 % du complément familial en faveur des familles nombreuses vivant sous le seuil de pauvreté

### Consommation
1. Loi Hamon renforçant les droits des consommateurs[17]

### Sécurité
(Loi no 2014-896 du 15 août 2014 relative à l'individualisation des peines et renforçant l'efficacité des sanctions pénales)
- Suppression des peines planchers.
- Création d'une peine de probation pour les délits passibles de cinq ans ou moins.
- L'aménagement de peine automatique est réduit de 2 ans à 1 an pour le premier délits et de 2 ans à 6 mois pour les multi-récidivistes.
- Construction de 6500 places de prisons (au lieu des 24 000 prévues par l'ancienne majorité de droite).